# Cătălin Cristache
Cătălin Cristache (n. 11 iunie 1978, Tudor Vladimirescu, România) este un deputat român, ales în 2016.